# Fiacha IV Tolgrach
Fiacha IV Tolgrach – legendarny zwierzchni król Irlandii z dynastii Milezjan (linia Eremona) w latach 408-401 p.n.e. Syn Muiredacha I Bolgracha, zwierzchniego króla Irlandii.
Fiacha objął zwierzchni tron irlandzki w wyniku mordu na arcykrólu Arcie II mac Lugaid. Dokonał tego wraz ze swym synem Duachem Ladgrachem, przyszłym zwierzchnim królem. Są rozbieżności, co do lat jego panowania. Geoffrey Keating podał, że rządził przez siedem, natomiast Roczniki Czterech Mistrzów dziesięć lat. W Lebor Gabála Érenn („Księga najazdów Irlandii”), innym źródle średniowiecznym, Fiacha nie był zwierzchnim królem irlandzkim. Następcą Arta II został jego syn, Oilioll (Ailill) II Finn. Ten według „Roczników” miał własnoręcznie zabić arcykróla Fiachę IV w Boirinn (ob. Burrin, skaliste terytorium w północnej części hrabstwa Clare) oraz zająć wolny zwierzchni tron. W „Księdze najazdów” Fiacha, w czasie drugiego roku panowania arcykróla Oiliolla (Aililla) II Finna, miał brać udział w przegranej bitwie w Óenach Taillten przeciwko Airgetmarowi. Ostatecznie zginął w następnej bitwie, stoczonej w miejscu zwanym Brega. Po czym ludzie z Munsteru zebrali się, w towarzystwie Eochaida, syna arcykróla Oiliolla II, Lugaida, syna arcykróla Eochaida VI Fiadmuine i Duacha Ladgracha, syna Fiachy wraz z potomkami Eremona, by rozprawić się ze wspólnym wrogiem. Udało się im wygnać Airgetmara z wyspy na siedem lat. Fiacha otrzymał przydomek „Tolgrach”, który został utworzony od posłania (tolg), znajdującego się w Coir Anmann.